# Hagelkreuz (Lendersdorf)

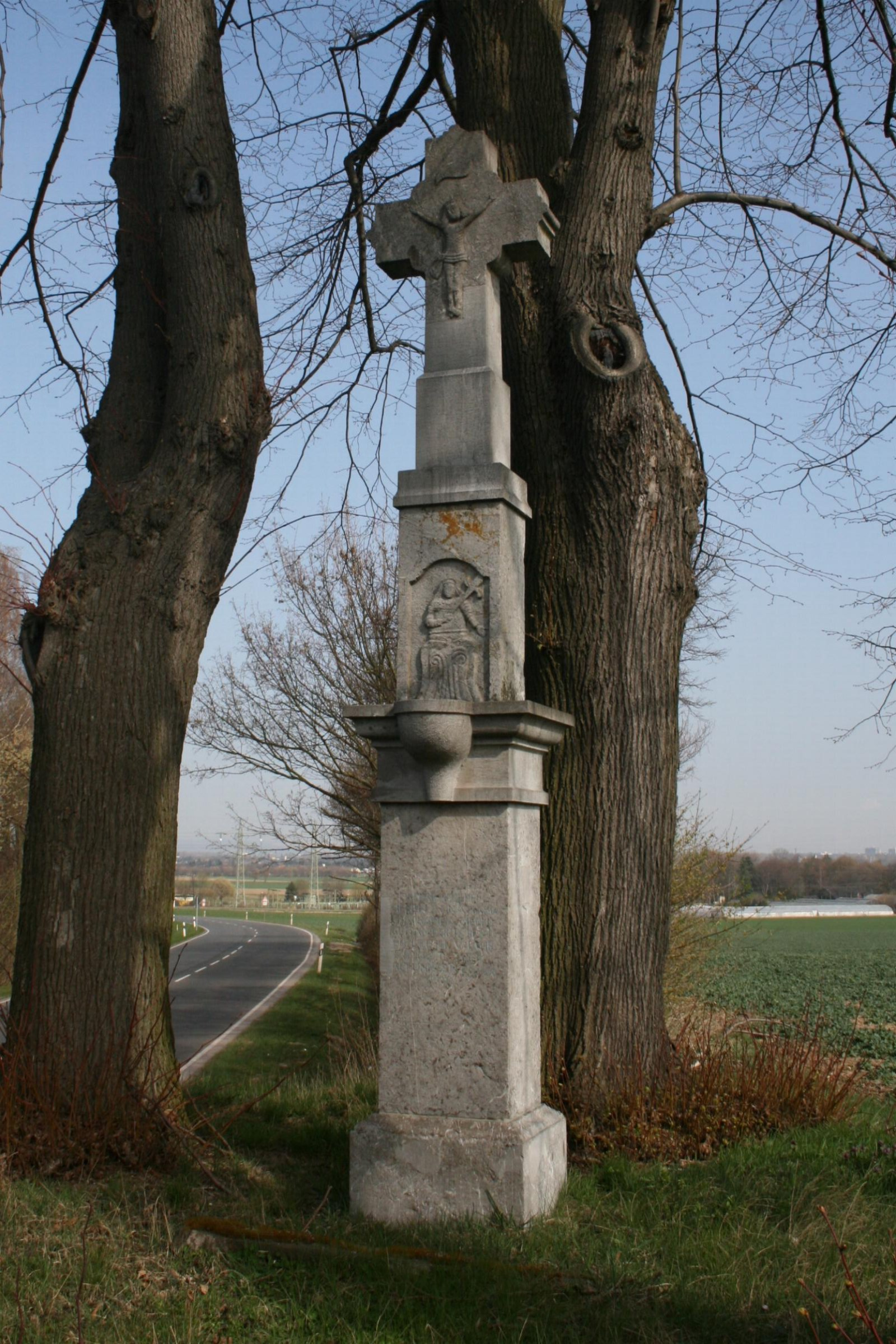

Das Hagelkreuz steht im Dürener Stadtteil Lendersdorf in Nordrhein-Westfalen an der Kreisstraße 27.
Das Wegekreuz stammt nach einer inschriftlichen Datierung aus dem Jahre 1704.
Das etwa 2,50 m hohe Kreuz besteht aus Blaustein. Der Sockel hat ein profiliertes Gesims, der Kreuzpfeiler eine Konsole. Darüber steht eine Schmerzensmutter im Flachrelief. Das Kreuz hat Eckrundungen, der Korpus befindet sich im Flachrelief. Im Sockel ist eine verwitterte Inschrift erkennbar.
Das Bauwerk ist unter Nr. 3/011 in die Denkmalliste der Stadt Düren eingetragen.